# Iglesia de Santa Clara (Lecce)
La iglesia de Santa Chiara se encuentra en el centro histórico de Lecce, en la Piazza Vittorio Emanuele II.

## Historia
Fue encargada por el obispo Tommaso Ammirato, en 1429. Fue reconstruida casi por completo entre 1687 y 1691 por el arquitecto Giuseppe Cino.

## Descripción

### Exterior
La fachada, que quedó sin frontón superior, tiene forma convexa dividida en dos órdenes por un marco moldurado atravesado por un motivo dentil.
El orden inferior alberga una portada decorada con motivos vegetales y rematada por un tímpano mixtilínea con una hornacina ovalada en el centro, sostenida por ángeles sonrientes, y el escudo de las Clarisas. La superficie está salpicada de columnas y pilastras estriadas que se alternan con nichos vacíos adornados con cartelas y medallones.
El orden superior propone la disposición de las hornacinas flanqueadas por dobles pilastras estriadas a los lados de una gran ventana central con tímpano resuelto en dos volutas laterales. En el centro del tímpano un putto alado revela el año de finalización de la construcción (1691), grabado en la cinta que tiene en las manos. 

### Interior

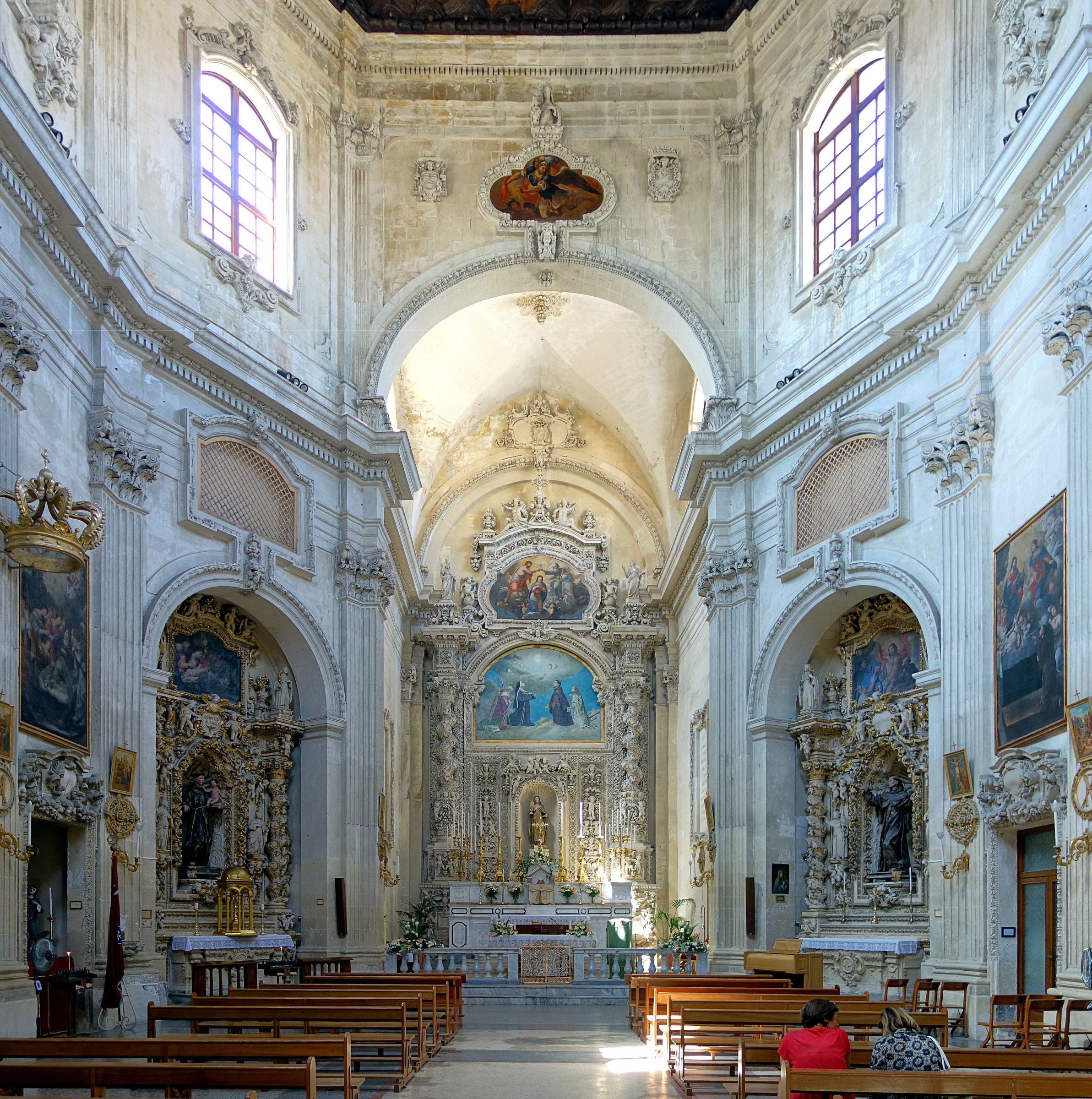

El edificio es de planta octogonal alargada con un profundo presbiterio cubierto con bóveda de estrella. Los muros se dividen en dos órdenes mediante un marco dentado continuo. El primer orden está atravesado por pilastras corintias entre las que se encuentran capillas cortas que albergan complejas máquinas de altar. Los altares, ricamente decorados con columnas retorcidas animadas por ángeles, pájaros, volutas, cartelas, guirnaldas y esculturas, acogen las estatuas de madera del contexto napolitano de finales del siglo XVII que representan a San Francisco Javier, San Francisco de Asís, San Pedro de Alcántara, San Cayetano de Thiene, San Antonio de Padua y la Inmaculada Concepción. Correspondientes a las capillas, en el registro superior se abren siete grandes ventanales de perfil mixtilínea que se alternan con hornacinas que albergan las estatuas de la Beata Beatriz, Agnese, Amata y Ortolana. A lo largo de las paredes también se encuentran las rejas de los coros desde los que las monjas participaban en las celebraciones. El espacio existente entre las distintas capillas se enriquece con la presencia de algunas pinturas que representan escenas evangélicas y santos: Asunción de la Virgen, Tránsito de Santa Clara, Cristo Resucitado, Virgen con el Niño, San Ignacio de Loyola .El presbiterio se caracteriza por un altar mayor monumental, rico en elementos arquitectónicos y adornado con dos columnas retorcidas, que alberga en la hornacina central la estatua de Santa Clara de Asís.
Destaca la presencia del lienzo de Santa Inés, cerca del altar de San Francisco de Asís, obra de Francesco Solimena.